# Maheriraty
Maheriraty is een plaats en commune in het zuiden van Madagaskar, behorend tot het district Farafangana, dat gelegen is in de regio Atsimo-Atsinanana. Tijdens een volkstelling in 2001 telde de plaats 4.242 inwoners.
De plaats biedt enkel lager onderwijs aan. 98 % van de bevolking werkt als landbouwer. De belangrijkste landbouwproducten zijn koffie en rijst; ander belangrijk product is peper. Verder is 2 % actief in de dienstensector.